# Чинцано (коммуна)
Чинцано (итал. Cinzano) — коммуна в Италии, располагается в регионе Пьемонт, в провинции Турин.
Население составляет 391 человек (2008 г.), плотность населения составляет 65 чел./км². Занимает площадь 6 км². Почтовый индекс — 10090. Телефонный код — 011.
Покровителем населённого пункта считается святой Рох.

## Демография
Динамика населения:

## Администрация коммуны
- Официальный сайт: http://www.comune.cinzano.to.it